# Samantha Harris (Tennisspielerin)
Samantha Harris (* 19. Dezember 1995 in Melbourne, Victoria) ist eine ehemalige australische Tennisspielerin.

## Karriere
Harris spielte vorrangig Turniere des ITF Women’s Circuit, wo sie ein Turnier im Einzel und vier im Doppel gewann.
Ihr erstes Profiturnier bestritt Wallace im September 2011 in Cairns, nach dem Turnier im Oktober 2012 in Margaret River wurde sie das erste Mal in der Tennis-Weltrangliste geführt.
Im Oktober 2014 erreichte sie das Viertelfinale des mit 25.000 US-Dollar dotierten Turniers in Florence, wo sie gegen Catherine Bellis mit 2:6 und 4:6 verlor. Im August 2016 gewann sie ihr erstes Turnier in Las Palmas de Gran Canaria, wo sie im Finale Fatma Al Nabhani mit 6:74, 6:4 und 7:67 bezwang.
Harris war Collegespielerin für die "Dukes" in Washington, D.C.
Ihr bislang letztes internationales Turnier spielte Harris im Oktober 2018. Sie wird daher nicht mehr in der Weltrangliste geführt.

## Turniersiege

### Einzel
| Nr. | Datum           | Turnier                    | Kategorie   | Belag | Finalgegnerin    | Ergebnis        |
| --- | --------------- | -------------------------- | ----------- | ----- | ---------------- | --------------- |
| 1.  | 14. August 2016 | Las Palmas de Gran Canaria | ITF $10.000 | Sand  | Fatma Al Nabhani | 6:74, 6:4, 7:67 |

### Doppel
| Nr. | Datum          | Turnier   | Kategorie   | Belag | Partnerin        | Finalgegnerinnen                        | Ergebnis         |
| --- | -------------- | --------- | ----------- | ----- | ---------------- | --------------------------------------- | ---------------- |
| 1.  | 25. Mai 2014   | Caserta   | ITF $10.000 | Sand  | Sally Peers      | Ekaterine Gorgodze Sopia Kwazabaia      | 6:3, 7:66        |
| 2.  | 21. Juli 2017  | Târgu Jiu | ITF $15.000 | Sand  | Belinda Woolcock | Federica Bilardo Michele Alexandra Zmau | 0:6, 6:4, [10:4] |
| 3.  | 28. Juli 2017  | Târgu Jiu | ITF $15.000 | Sand  | Belinda Woolcock | Riya Bhatia Oana Gavrilă                | 6:3, 6:2         |
| 4.  | 4. August 2017 | Târgu Jiu | ITF $15.000 | Sand  | Belinda Woolcock | Margarita Lasarewa Milana Špremo        | 6:1, 7:5         |